# Cnemaspis gunasekarai
Cnemaspis gunasekarai — вид ящірок з родини геконових (Gekkonidae). Описаний у 2021 році.

## Етимологія
Вид названий на честь Самантхи Гунасекари, екоактивіста, природоохоронника, заступника директора митниці Шрі-Ланки, за його відданість та внесок у збереження біорізноманіття.

## Поширення
Ендемік Шрі-Ланки. Відомий лише з типового місцезнаходження — заповідника Рітігала в окрузі Анурадхапура на півночі країни. Виявлений у низинному сухому лісі на висоті 385 м над рівнем моря.